# Duarte da Cunha

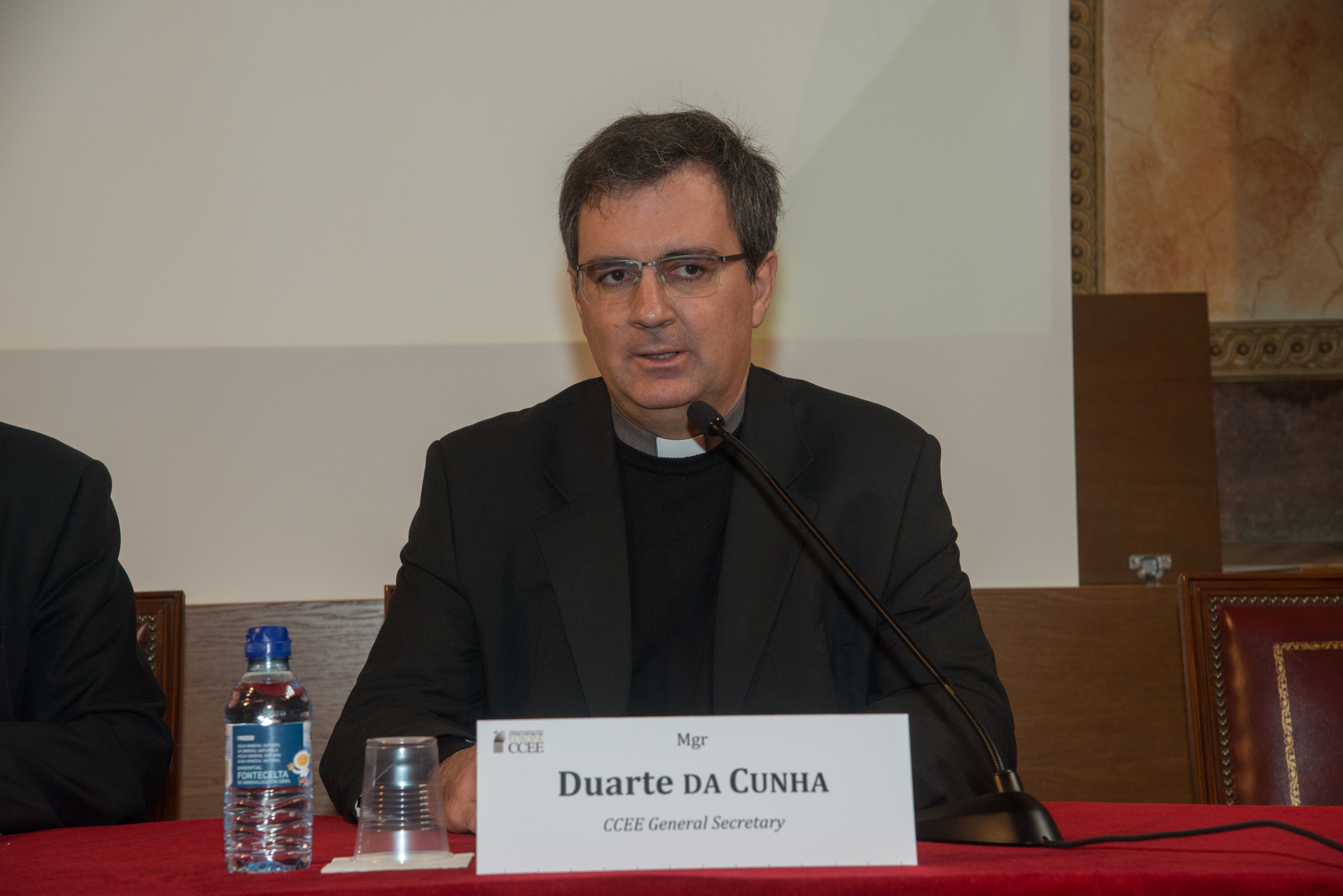
Duarte da Cunha (2017)

Duarte Nuno Queiroz de Barros da Cunha (* 1. Juni 1968) ist ein portugiesischer Theologe. Er war Generalsekretär des Rates der europäischen Bischofskonferenzen (CCEE).

## Leben
Duarte da Cunha studierte Katholische Theologie und Pastoraltheologie an der Katholischen Universität Portugal (UCP) in Lissabon. 1993 empfing er die Priesterweihe für das Erzbistum Lissabon. Anschließend absolvierte er an der Päpstlichen Universität Gregoriana in Rom ein Doktoratsstudium und wurde 1998 mit der Arbeit über Thomas von Aquin zum Dr. theol. promoviert. Von 1997 bis 2000 war er unter anderem Generalsekretär des Patriarchen von Lissabon.
Von 2000 bis 2004 war er Professor für die Soziallehre der Kirche an der humanwissenschaftlichen Fakultät und als Professor für Glaube und Theologie an der theologischen Fakultät der Katholischen Universität von Portugal. Von 2002 bis 2005 war er Präsident der Kommission zur Errichtung des Instituts für Familienwissenschaften an der UCP. Als Gastprofessor lehrte er von 2002 bis 2005 am katholischen Seminar von Osttimor in Südostasien die Fächer Ekklesiologie, Fundamentaltheologie, Eschatologie und Mariologie.
Da Cunha wurde am 1. Oktober 2008 zum Generalsekretär des Rates der europäischen Bischofskonferenzen (CCEE) gewählt und trat damit die Nachfolge von Aldo Giordano an. Er übte das Amt bis 2018 aus, sein Nachfolger wurde Martin Michalíček.

## Wirken
Duarte da Cunha veröffentlichte zahlreiche wissenschaftliche Arbeiten zu Thomas von Aquin sowie zu Themen der Familie und Sozialethik.
1998 gründete er die private Vereinigung „Ponto de Apoio à Vida“ zur Hilfe für Frauen in der Schwangerschaft. Seit 1998 ist er Seelsorger der privaten Institution „Ajuda de Berço“, die sich um ausgestoßene Kinder kümmert.
Er ist Mitglied der wissenschaftlichen Gesellschaft der katholischen Universität Portugal und des höchsten Rates der Gesellschaft für die Geschichte der Unabhängigkeit Portugals. 
Da Cunha spricht fließend Italienisch, Englisch, Französisch und Spanisch.